# Alnus acuminata
Alnus acuminata (tiếng Anh thường gọi là Alder là một loài thực vật]] thuộc họ Betulaceae. Loài này có ở Argentina, Bolivia, Costa Rica, Ecuador, Guatemala, México, Panama, và Peru.